# Seiji Inagaki
Seiji Inagaki (稲垣 誠司, Inagaki Seiji, né le 28 avril 1973) est un athlète japonais spécialiste du 400 mètres haies.

## Carrière
Il remporte la médaille de bronze du relais 4 × 400 m lors des Championnats du monde en salle 1993, à Toronto, en compagnie de Yoshihiko Saito, Hiroyuki Hayashi et Masayoshi Kan. L'équipe du Japon, qui établit le temps de 3 min 07 s 30, est devancée par les États-Unis et Trinité-et-Tobago. 
Il obtient une nouvelle médaille de bronze lors de l'édition suivante, en 1995 à Barcelone, associé à Masayoshi Kan, Tomonari Ono et Hiroyuki Hayashi.

### Palmarès
| Année | Compétition                    | Lieu      | Résultat | Epreuve   | Performance   |
| ----- | ------------------------------ | --------- | -------- | --------- | ------------- |
| 1993  | Championnats du monde en salle | Toronto   | 3e       | 4 × 400 m | 3 min 07 s 30 |
| 1995  | Championnats du monde en salle | Barcelone | 3e       | 4 × 400 m | 3 min 09 s 73 |